# Coppa Italia Lega Nazionale Pallacanestro 2025
La Coppa Italia Lega Nazionale Pallacanestro 2025, denominata Coppa Italia Old Wild West 2025 per ragioni di sponsorizzazione, è stata una competizione di pallacanestro maschile per squadre di Serie A2 e Serie B.
Le Final Four si sono disputate al PalaDozza di Bologna dal 14 al 16 marzo 2025, e hanno visto vincere la Pallacanestro Cantù e Pall. Montecatini rispettivamente per la Serie A2 e la Serie B.

## Formula
- Serie A2: si sono qualificate alla Final Four quattro squadre, ovvero le prime quattro squadre classificate al termine del girone di andata di Serie A2.[2]
- Serie B: si sono qualificate alla Final Four quattro squadre, ovvero le prime due squadre classificate al termine del girone andata dei due gironi di Serie B.[3]

## Squadre

### Serie A2
1. Rinascita B. Rimini
2. Amici Pall. Udinese

1. Pall. Cantù
2. UEB Cividale

### Serie B
1. Legnano Basket
2. Treviglio Brianza

1. Pall. Roseto
2. Pall. Montecatini

## Risultati

### Serie A2

#### Tabellone
|  | Semifinale | Semifinale          | Semifinale |             |    | Finale       | Finale | Finale |  |
|  |            |                     |            |             |    |              |        |        |  |
|  | 1          | Rinascita B. Rimini | 66         |             |    |              |        |        |  |
|  | 1          | Rinascita B. Rimini | 66         |             |    |              |        |        |  |
|  | 4          | UEB Cividale        | 94         |             |    |              |        |        |  |
|  | 4          | UEB Cividale        | 94         |             | 4  | UEB Cividale | 57     |        |  |
|  |            |                     |            |             | 4  | UEB Cividale | 57     |        |  |
|  |            |                     | 3          | Pall. Cantù | 74 |              |        |        |  |
|  | 2          | Amici Pall. Udinese | 3          | Pall. Cantù | 74 | 102          |        |        |  |
|  | 2          | Amici Pall. Udinese |            |             |    |              |        |        |  |
|  | 3          | Pall. Cantù (dts)   | 110        |             |    |              |        |        |  |

#### Semifinali
| Arbitri: | Pellicani Attard Bartolini |

|           |          |                    |
| Hickey 35 | Punti    | 30 Valentini       |
| Hickey 8  | Assist   | 6 Valentini, Mcgee |
| Hickey 8  | Rimbalzi | 9 Piccoli, Hogue   |

| Arbitri: | Barbiero Centonza Costa |

|             |          |                |
| Robinson 16 | Punti    | 21 Lamb        |
| Tomassini 6 | Assist   | 11 Redivo      |
| Johnson 13  | Rimbalzi | 9 Dell'Agnello |

#### Finale
| Bologna 16 marzo 2025, ore 20:45 Finale | Pall. Cantù | 74 – 57 (15-16, 36-27, 55-42) referto | UEB Cividale | PalaDozza |
| \| \| \| \| \| Mcgee 27 \| Punti \| 13 Lamb, Redivo \| \| Baldi Rossi 3 \| Assist \| 5 Redivo, Dell'Agnello \| \| Hogue 8 \| Rimbalzi \| 7 Miani, Dell'Agnello \| |             |                                       |              |           |
| |             |                                       |              |           |
| Mcgee 27 | Punti       | 13 Lamb, Redivo                       |              |           |
| Baldi Rossi 3 | Assist      | 5 Redivo, Dell'Agnello                |              |           |
| Hogue 8 | Rimbalzi    | 7 Miani, Dell'Agnello                 |              |           |

### Serie B

#### Tabellone
|  | Semifinali | Semifinali        | Semifinali |              |    | Finale            | Finale | Finale |  |
|  |            |                   |            |              |    |                   |        |        |  |
|  | 1A         | Legnano Basket    | 74         |              |    |                   |        |        |  |
|  | 1A         | Legnano Basket    | 74         |              |    |                   |        |        |  |
|  | 2B         | Pall. Montecatini | 84         |              |    |                   |        |        |  |
|  | 2B         | Pall. Montecatini | 84         |              | 2B | Pall. Montecatini | 71     |        |  |
|  |            |                   |            |              | 2B | Pall. Montecatini | 71     |        |  |
|  |            |                   | 1B         | Pall. Roseto | 64 |                   |        |        |  |
|  | 1B         | Pall. Roseto      | 1B         | Pall. Roseto | 64 | 78                |        |        |  |
|  | 1B         | Pall. Roseto      |            |              |    |                   |        |        |  |
|  | 2A         | Treviglio Brianza | 75         |              |    |                   |        |        |  |

#### Semifinali
| Arbitri: | Biondi Occhiuzzi |

|               |          |             |
| Durante 15    | Punti    | 19 Marciuš  |
| Durante 5     | Assist   | 8 Vecchiola |
| Tsetserukou 9 | Rimbalzi | 11 Marciuš  |

| Arbitri: | Spessot Rinaldi |

|           |          |           |
| Raivio 23 | Punti    | 17 Bedin  |
| Raivio 5  | Assist   | 4 Passoni |
| Scali 7   | Rimbalzi | 16 Bedin  |

#### Finale
| Arbitri: | Tognazzo Giovagnini |

|                 |          |            |
| Aukštikalnis 23 | Punti    | 17 Toscano |
| Durante 6       | Assist   | 6 Burini   |
| Guaiana 8       | Rimbalzi | 9 Toscano  |

## Premi individuali
Serie A2
| Premio                | Giocatore            | Squadra      | Fonte |
| --------------------- | -------------------- | ------------ | ----- |
| MVP                   | Tyrus McGee          | Pall. Cantù  |       |
| Giocatore rivelazione | Giacomo Dell'Agnello | UEB Cividale |       |
| Miglior allenatore    | Nicola Brienza       | Pall. Cantù  |       |

Serie B
| Premio                | Giocatore        | Squadra           | Fonte |
| --------------------- | ---------------- | ----------------- | ----- |
| MVP                   | Daniele Toscano  | Pall. Montecatini |       |
| Giocatore rivelazione | Giordano Durante | Pall. Roseto      |       |